# Dicentrarchus labrax
La lubina, lobina, róbalo, robalo, robaliza o roballiza (Dicentrarchus labrax) es una especie de pez perciforme de la familia Moronidae. Habita en el mar Mediterráneo y el océano Atlántico, desde las costas africanas (Senegal) hasta Noruega. Este pescado blanco es muy apreciado por su valor culinario y en la pesca deportiva.
A lo largo de la costa del Adriático, ha recibido aproximadamente una treintena de nombres similares y diferentes. El nombre más común es 'lubin', una palabra de origen latino que proviene de la palabra 'lupus', que significa 'lobo'. Entre los nombres más frecuentes se encuentran agač, levrek, brancin, dut, luben, smudut, y el perche marino, entre otros. 

## Etimología
El nombre del género Dicentrarchus es una combinación de δι /di/, «dos», más κέντρον /kéntron/, «espina», y ἀρχός /archos/, «ano». Es una alusión a las dos espinas de la aleta anal que Gill creía que tenía la lubina europea. En realidad, ambas especies tienen tres espinas en la aleta anal y Gill admitió que no examinó ningún ejemplar. El epíteto específico labrax procede del latín tomado a su vez del griego λάβραξ /lábrax/ que era la manera en la que los griegos denominaban a la lubina que a su vez procede del vocablo λάβρος /labrós/ «furioso». Sus nombres comunes tanto róbalo como lubina proceden ambos del latín lupus «lobo» debido al gran apetito que tienen estos animales. El término lubina deriva directamente de lupus mientras que róbalo es metátesis de lobarro del catalán llobarro proveniente también del latín lupus «lobo».  

## Descripción

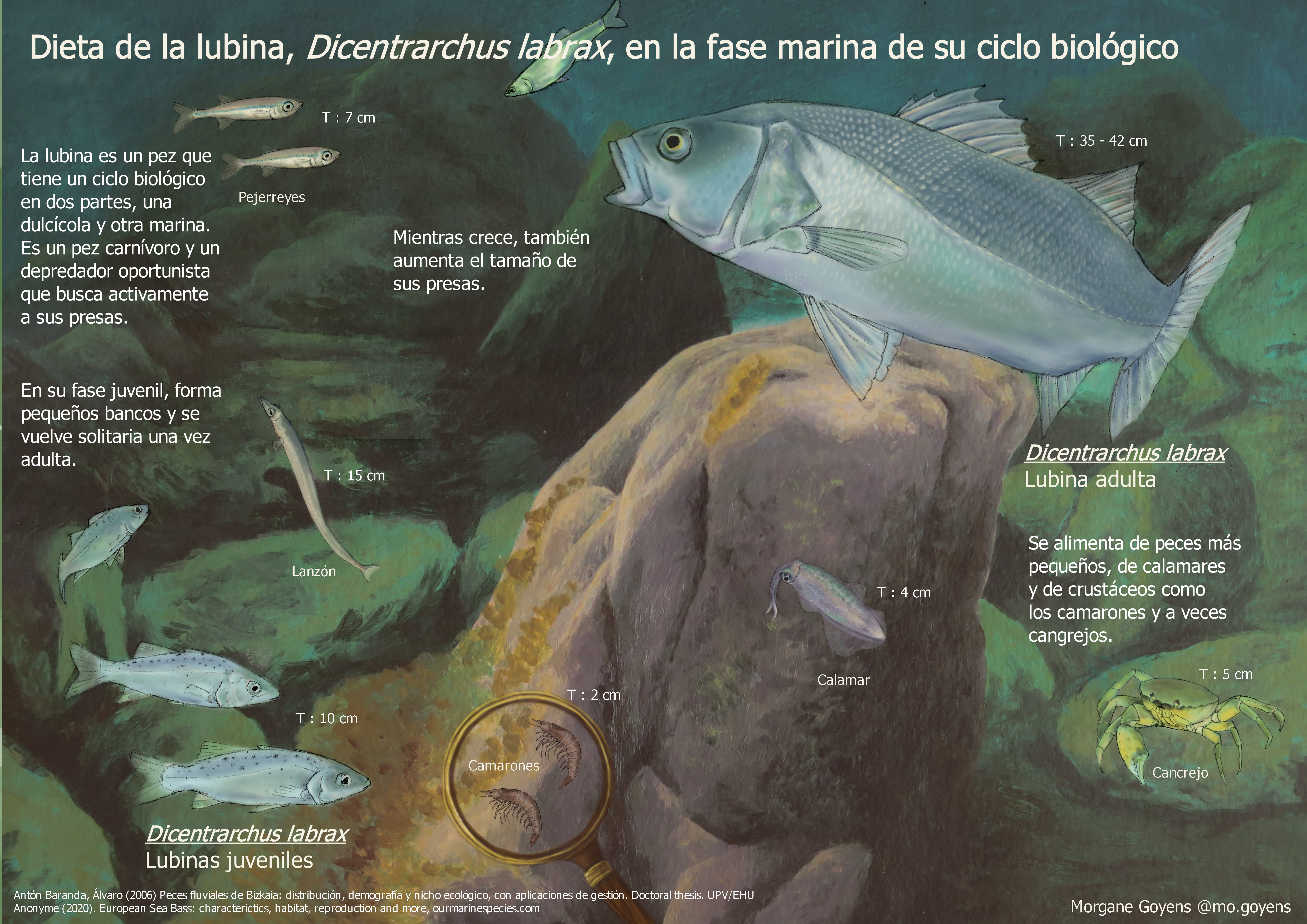
Dieta de la lubina en su fase marítima.

La lubina puede alcanzar hasta un metro de longitud y llegar a pesar hasta 14 kg. En su apariencia, la lubina es un depredador típico. Tiene una estructura sólida, robusta, pero al mismo tiempo con una línea de cuerpo alargada y elegante. Nada muy rápido. Su cabeza es de tamaño mediano, con una boca desproporcionadamente grande, en la que la mandíbula inferior está ligeramente protuberante. La lubina no tiene dientes grandes, pero son numerosos y muy afilados. En el opérculo branquial tiene varias espinas fuertes. El cuerpo de la lubina está cubierto de pequeñas escamas, de color gris plomo claro que se torna en gris plateado a los lados y en blanco plateado en la parte inferior. Sobre el opérculo branquial, el cuerpo tiene una mancha negra. Los jóvenes, y a veces también los adultos, tienen manchas negras en la parte superior y a los lados.
El cuerpo es alargado, mide entre 10 y 100 cm de longitud. En el ángulo superior del opérculo hay dos espinas cortas. El color es variante, desde gris oscuro en el dorso, hasta llegar a ser blanco en la parte ventral, aunque en el agua se lo ve plateado brillante, más plomizo en el dorso, con irisaciones verde oliva. Los ejemplares jóvenes tienen algunas manchas oscuras en la parte superior del cuerpo.

## Distribución geográfica y hábitat
La lubina se encuentra en las costas rocosas de los arenales, las desembocaduras de los ríos y sobre todo los puertos, dársenas, pantalanes y escolleras. Este acercamiento a la costa suele ser mayor en los meses de calor, alejándose en invierno. Los ejemplares jóvenes viven en bancos, volviéndose solitarias cuando se hacen mayores. Se suelen encontrar en profundidades de 0 a 15 metros.
Está presente a lo largo de toda la costa del Adriático, en todo tipo de fondos, ya sea en agua turbia, fangosa o clara, siempre en mar salado. Se encuentra más frecuentemente alrededor de los estuarios de ríos y en bahías donde se percibe la presencia de agua dulce proveniente de fuentes submarinas. Habita cerca de la costa, principalmente en profundidades pequeñas de 2 a 5 metros, aunque también puede alcanzar profundidades de hasta 80 metros. También se adentra en los cursos de agua dulce.
Prefiere las aguas oxigenadas, aunque puede llegar a penetrar en aguas dulces.

## Comportamiento

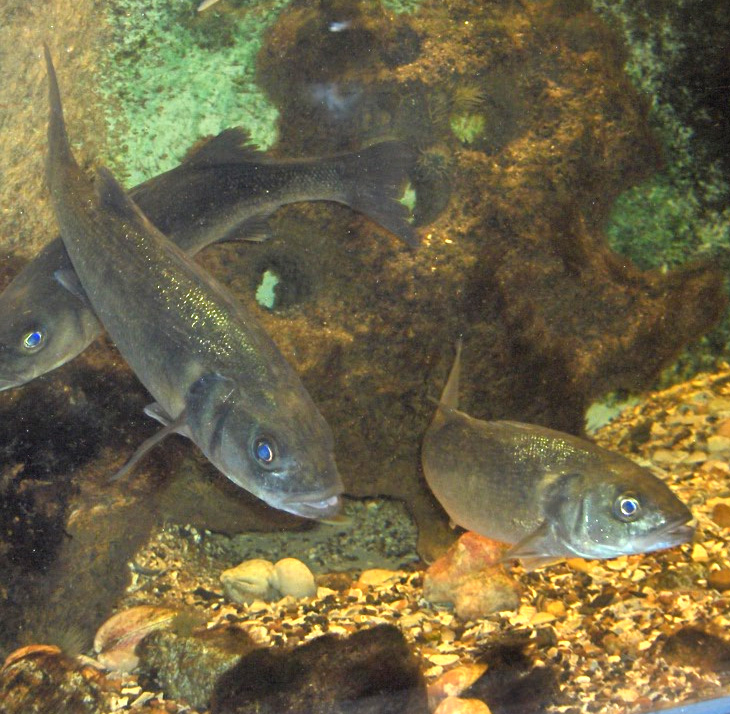
Dicentrarchlus labrax.

Es muy depredador, curioso y voraz. Se alimenta de casi cualquier cosa y no es nada selectivo. Por naturaleza es carnívoro y prefiere comer camarones, peces jóvenes, anguilas, sardinas y calamares. Pero si hay escasez de su comida habitual, la lubina también recurrirá a las algas. Además, es conocido por ser un pez muy astuto y cauteloso. Vive en pequeños grupos o de manera individual. Durante la época de desove, se agrupa en bancos. Se reproduce a finales del otoño y en la primera mitad del invierno.
Es muy voraz y su dieta se compone de crustáceos, gusanos, peces, erizos de mar y otros animales marinos. Durante el invierno puede ser desconfiada pero igualmente feroz, depredando sobre especies de menor tamaño como son las bailas y las lachas.Los ejemplares jóvenes tienden a comer más invertebrados que los adultos y, a lo largo de sus vidas, desarrollan una amplia gama de tácticas para encontrar y capturar a sus presas (como atacar desde una posición inferior y en un ángulo pronunciado).

## Reproducción
Se reproduce mediante fecundación externa y el desove ocurre desde enero a marzo en el Mediterráneo, y desde marzo a junio en las islas Británicas (los huevos rara vez se encuentran en aguas más frías de 8,5-9 °C o más calientes de 15 °C). Durante la temporada de desove, cada hembra puede producir entre 250.000-500.000 de huevos por kg de peso, los cuales son planctónicos y eclosionan entre 4 y 9 días después de la fertilización en función de la temperatura del mar. Durante los siguientes 2-3 meses, las larvas crecen en alta mar pero, finalmente, van hacia arroyos, lagunas y estuarios donde permanecerán durante 4-5 años antes acaben su desarrollo y adoptan los movimientos migratorios de los adultos.

## Taxonomía y filogenia

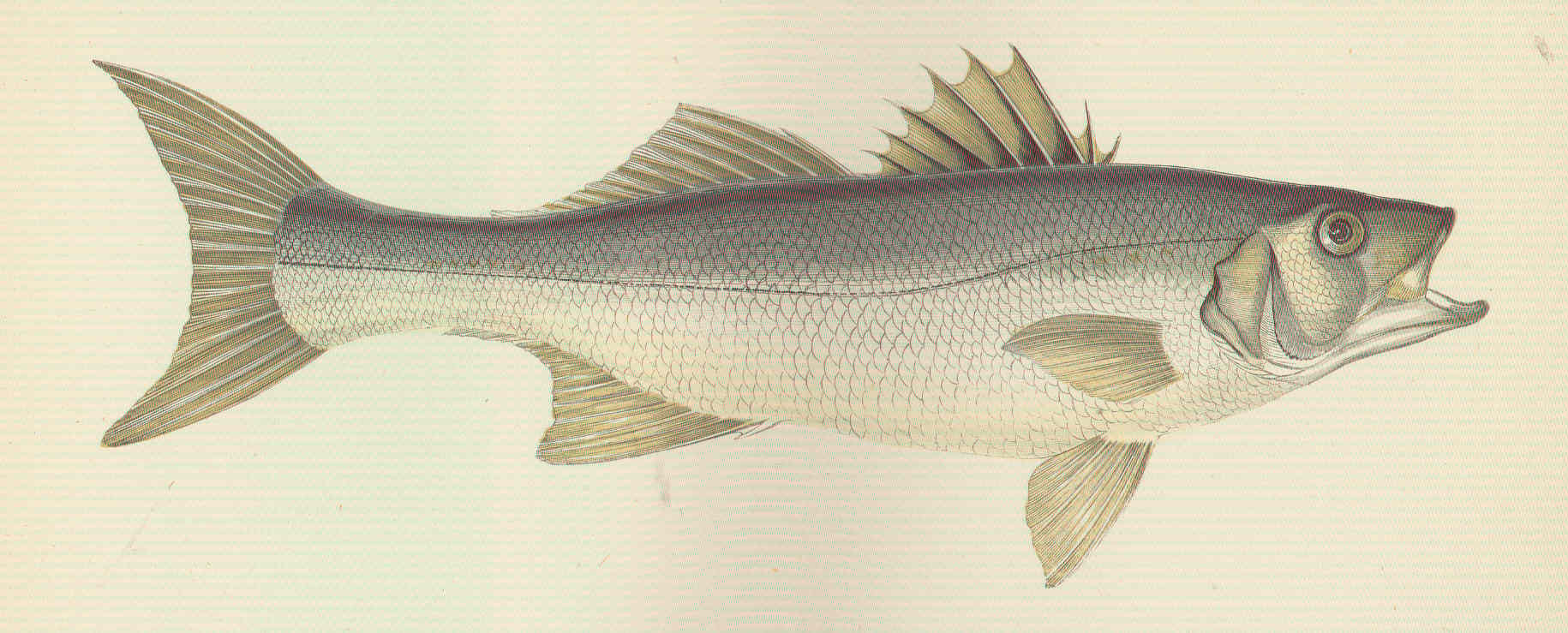
Ilustración de la lubina europea realizada en 1877 por el naturalista británico Jonathan Couch.

La lubina europea fue descrita por primera vez en 1758 por el zoólogo sueco Carl Linnaeus en su obra Systema Naturae. La denominó Perca labrax. En el siglo y medio siguiente, se clasificó bajo una variedad de nuevos sinónimos, hasta que en 1987 se impuso Dicentrarchus labrax como nombre aceptado. Su nombre genérico, Dicentrarchus, deriva del griego, por la presencia de dos espinas anales, «di» que significa «dos», «kentron» que significa «aguijón» y «archos» que significa «ano». La lubina europea se comercializa con decenas de nombres comunes en varios idiomas. En las islas británicas, se conoce como «lubina europea», «lubina europea», «lubina común», «capemouth», «rey de los mújoles», «lubina», «dace de mar», «perca de mar», «mújol blanco», «salmón blanco» o simplemente «lubina».
El árbol filogenético de Moronidae está basado en el gen mt-nd6.
Existen dos poblaciones genéticamente distintas de róbalo europeo salvaje. La primera se encuentra en el Atlántico nororiental y la segunda en el Mediterráneo occidental. Las dos poblaciones están separadas por una distancia relativamente estrecha en una región conocida como el frente oceanográfico Almería-Orán, situado al este de la ciudad española de Almería. Se desconoce la razón exacta de esta separación, ya que la división geográfica no debería explicar la falta de flujo genético entre las dos poblaciones. La fase larvaria del róbalo europeo puede durar hasta 3 meses, durante los cuales no puede nadar bien, e incluso un pequeño flujo de agua debería transportar algunos individuos entre las dos regiones. Además, los juveniles pueden sobrevivir a los cambios de temperatura y salinidad, y los adultos pueden migrar cientos de kilómetros.

## Pesca y acuicultura

### Pesca de captura
En la pesca de la lubina al curricán o cacea hay dos factores primordiales: los cebos y la velocidad de la embarcación, que debe de ser lo más aproximado a los dos nudos. En velocidades superiores difícilmente pican. En cuanto a los cebos, hoy existe gran variedad de cebos para pescar la lubina, desde anguilas de vinilo, rapalas, piel de cerdo, cucharillas, etc., pero indudablemente el mejor cebo es el natural.
También se puede pescar con línea o con palangre.

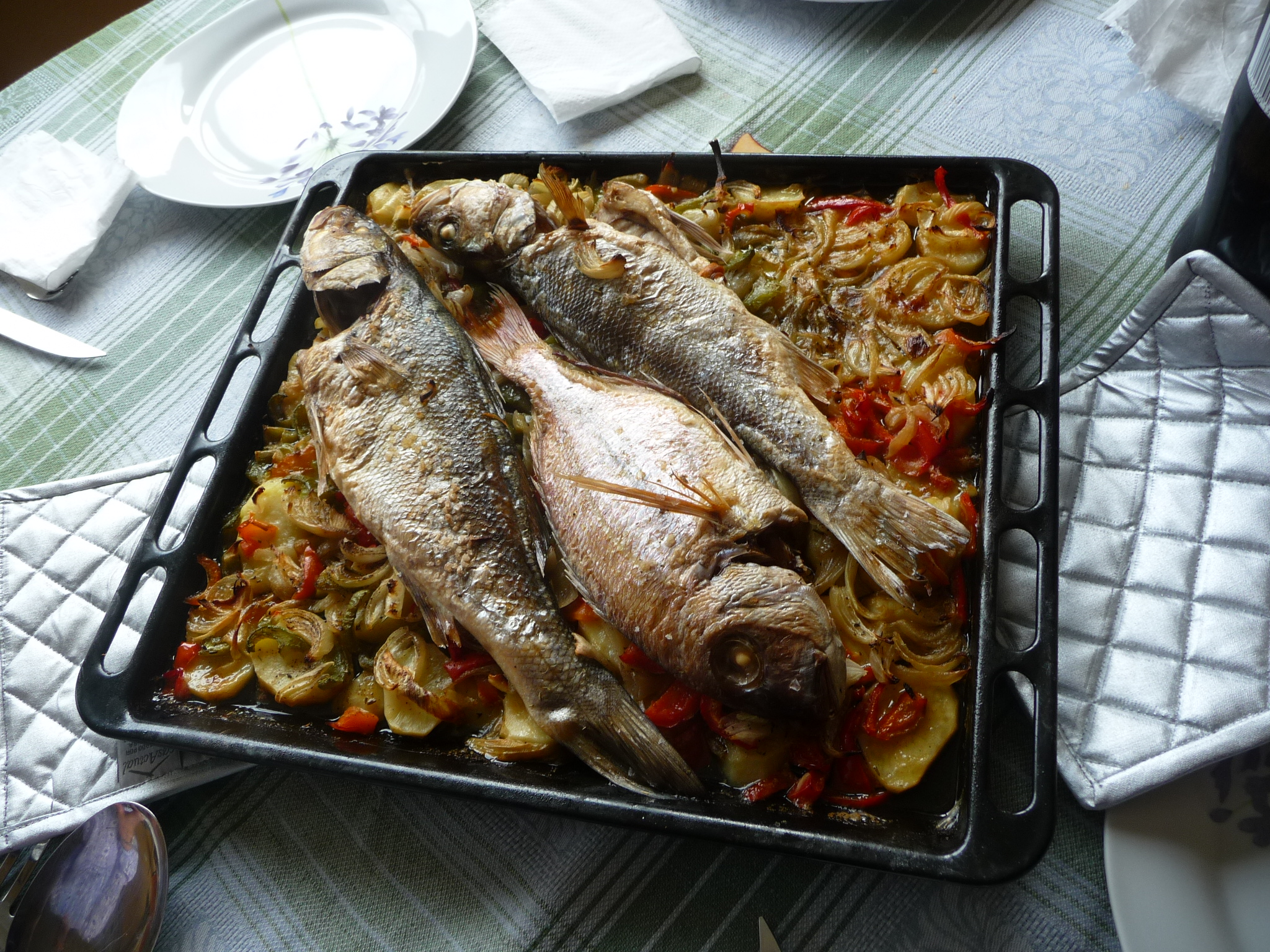
Dos lubinas al horno con un pargo entre ellas.

El reglamento español de pesca deportiva en el mar no tiene definida ninguna parada (veda) en la pesca de la lubina. La talla mínima de captura es de 22 a 36 cm de longitud dependiendo del mar en que se pesque.
Las capturas anuales de lubina europea salvaje son relativamente modestas, fluctuando entre 8.500 y 11.900 toneladas de 2000 a 2009. La mayoría de las capturas declaradas proceden del océano Atlántico, y Francia suele ser el país que declara las capturas más elevadas. En el Mediterráneo, Italia solía notificar las mayores capturas, pero ha sido superada por Egipto.
La pesca comercial ejerce una presión cada vez mayor sobre este pez, que en el Reino Unido se ha convertido en objeto de un movimiento de conservación por parte de los pescadores deportivos. La República de Irlanda tiene leyes estrictas sobre la lubina. Toda pesca comercial de la especie está prohibida, y existen varias restricciones para los pescadores recreativos: una temporada de veda del 15 de mayo al 15 de junio, ambos inclusive, todos los años; una talla mínima de 400 mm (15,7 plg); y un límite de bolsa de dos peces al día. En un dictamen científico (junio de 2013), se subraya que la mortalidad por pesca está aumentando. La biomasa total ha ido disminuyendo desde 2005. La biomasa total asumida como el mejor indicador del tamaño de la población en los dos últimos años (2011-2012) fue un 32% inferior a la biomasa total de los tres años anteriores (2008-2010).

### Cría
Su crianza está extendida en muchos países mediterráneos. Los centros de reproducción producen huevos y larvas a partir de individuos reproductores en condiciones muy controladas. Cada hembra puede llegar a poner hasta 250.000 huevos por kilo de peso. El desove es espontáneo o inducido y toda la puesta es expulsada en sólo dos o tres días. Durante su primer mes de vida se alimentan de organismos vivos. Al finalizar este mes se les comienza a destetar, y progresivamente inician una alimentación a base de piensos secos. Las lubinas de entre 2 y 10 g están listas para pasar a las unidades de engorde.
Las instalaciones de engorde se componen de jaulas flotantes en el mar, tanques de hormigón o estanques de tierra. En todos ellos se alimenta a las lubinas con piensos fabricados a partir de harinas y aceite de pescado. Cada lubina tarda entre 24 y treinta meses en alcanzar 400 g desde que eclosiona el huevo. La talla comercial abarca desde los 180 g hasta más de 1.500 g, momento en el que ya se puede comercializar. Se consume desde la época romana. Su nombre proviene del latín lupus (lobo) para asemejar la ferocidad con la que atacaba a sus presas dentro del agua.
La producción anual en el 2010 fue de más de 120.000 toneladas. El mayor productor mundial de lubina europea es Turquía. 

## Gastronomía
Es un pescado muy apreciado en la cocina por su carne firme, sabrosa y sin espinas. Se puede cocinar a la plancha, en papel de aluminio, a la sal, en caldo de corte e incluso en freidora de aire. Se sirve acompañado de diversas salsas. La lubina capturada en aguas limpias también es apta, si tiene el tamaño adecuado, para la preparación de carpaccio crudo, con el que se aprecia la delicadeza de su carne.